# Pachnoda coolsi
Pachnoda coolsi är en skalbaggsart som beskrevs av Rigout 1984. Pachnoda coolsi ingår i släktet Pachnoda och familjen Cetoniidae. Inga underarter finns listade i Catalogue of Life.